# (35965) 1999 LH13
1999 LH13 (asteroide 35965) é um asteroide da cintura principal. Possui uma excentricidade de 0.13490750 e uma inclinação de 6.80287º.
Este asteroide foi descoberto no dia 9 de junho de 1999 por LINEAR em Socorro.